# Coquille
Coquille är administrativ huvudort i Coos County i Oregon. Enligt 2010 års folkräkning hade Coquille 3 866 invånare.